# Schismatoglottis petri
Schismatoglottis petri är en kallaväxtart som beskrevs av Alistair Hay. Schismatoglottis petri ingår i släktet Schismatoglottis och familjen kallaväxter. Inga underarter finns listade.